# Brattremmen

Brattremmen är en by utanför Norråker i Strömsunds kommun, Jämtlands län. Byn ligger längs med stranden av Tåsjön precis på den ångermanländska sidan om landskapsgränsen med Jämtland och bara 3 km från gränsen till Lappland. Grannbyar är Granön och Skansnäset.